# Philotrypesis nervosa
Philotrypesis nervosa är en stekelart som beskrevs av Priyadarsanan 2000. Philotrypesis nervosa ingår i släktet Philotrypesis och familjen fikonsteklar. Inga underarter finns listade i Catalogue of Life.